# Love Kills (chanson de Freddie Mercury)
Pour les articles homonymes, voir Love Kills.
Singles de Freddie Mercury
I Was Born to Love You
(1985)
Love Kills est une chanson de Freddie Mercury, sorti en single en 1984. Première chanson enregistrée en solo par Mercury, elle est utilisée à l'origine dans la restauration du film Metropolis entreprise par Giorgio Moroder, afin d'éditer le film muet de 1927 avec une nouvelle bande sonore. La chanson est nommée au Razzie Award de la pire chanson originale, tandis que la bande originale est nommé au Razzie de la pire bande originale. Malgré tout, Love Kills remporte un succès commercial avec une 10e place au Royaume-Uni.

## Classements hebdomadaires
| Classement (1984)                      | Meilleure place |
| -------------------------------------- | --------------- |
| Allemagne (Media Control AG)           | 25              |
| Autriche (Ö3 Austria Top 40)           | 9               |
| Belgique (Flandre Ultratop 50 Singles) | 17              |
| États-Unis (Hot 100)                   | 69              |
| Pays-Bas (Single Top 100)              | 24              |
| Royaume-Uni (UK Singles Chart)         | 10              |
| Suisse (Schweizer Hitparade)           | 27              |

| Classement (2006)    | Meilleure place |
| -------------------- | --------------- |
| Espagne (PROMUSICAE) | 4               |

## Version de Queen
La chanson est retravaillée par Brian May et Roger Taylor pour la compilation Queen Forever, qui sort en 2014. Cette version de Queen, qui est une ballade, diffère beaucoup de la version de Freddie Mercury, beaucoup plus énergique. Love Kills avait initialement été écrite durant les sessions pour l'album The Works de Queen, mais n'avait pas été utilisée.

### Crédits
- Freddie Mercury : chant principal
- Brian May : guitares, claviers, guitare basse
- Roger Taylor : batterie
- John Deacon : guitares additionnelles

## Autres versions
La version de Freddie Mercury a été plusieurs fois remixée :
- Chanson du générique de fin du film Alarme Fatale  
- Love Kills (Wolf remix) : présent un single CD promotionnel disponible uniquement aux États-Unis en 1992
- Love Kills (Pixel '82 remix) et Love Kills (More Oder Rework by The Glimmers) : présents sur la compilation Lover of Life, Singer of Songs sortie en 2006
- En 2006 le single Love Kills (remix) commercialisé en Europe contient :
  - Love Kills (Sunshine People Radio remix)
  - Love Kills (Star Rider remix)
  - Love Kills (Rank 1 Radio remix)
  - Love Kills (Sunshine People Club remix)

La chanson figure par ailleurs sur l'album Live Around the World (2020) de Queen + Adam Lambert.